# حقوق الإنسان في جمهورية أيرلندا
تُحمى حقوق الإنسان في جمهورية أيرلندا بموجب الدستور الإيرلندي والأحكام الأوروبية. أشرفت لجنة حقوق الإنسان والمساواة على حقوق الإنسان في جمهورية أيرلندا. تتضمن قضايا حقوق الإنسان في البلاد التي كانت موضع اهتمام حق الإجهاض والإساءة للأطفال والإتجار بالبشر.
احتوى اتفاق الجمعة العظيمة عام 1998 في أيرلندا الشمالية ضمانات لحقوق الإنسان كتبتها كل من الحكومتين البريطانية والإيرلندية. 

## الحماية القانونية
وفقًا للجنة الإيرلندية لحقوق الإنسان والمساواة، ترِد حقوق الإنسان في أيرلندا ضمن الدستور الإيرلندي وقانون الاتفاقية الأوروبية لحقوق الإنسان 2004-2014 وحيثما يُطبّق قانون الاتحاد الأوروبي بالإضافة إلى ميثاق الحقوق الأساسية للاتحاد الأوروبي. 
تنص اللجنة على أنه بالرغم من أن القانون الإيرلندي ملزم بالقانون الدولي في وثيقة حقوق الإنسان خاصته، لا ينفذ إلا أحكام هذه المعاهدة من القانون المحلي، من خلال قوانين البرلمان الأيرلندي، أو عندما يكون حق المعاهدة منصوصًا عليه مسبقًا بموجب الدستور الإيرلندي. تحدد اللجنة أيضًا أن مسؤولية تحديد انتهاكات حقوق الإنسان تقع على عاتق المحاكم الوطنية في أيرلندا.

### اللجنة الإيرلندية لحقوق الإنسان والمساواة
اللجنة الإيرلندية لحقوق الإنسان والمساواة هي هيئة عامة مستقلة، أنشئت بموجب قانون اللجنة الإيرلندية لحقوق الإنسان والمساواة لعام 2014 بهدف حماية حقوق الإنسان والمساواة وتعزيزها في أيرلندا، وبناء ثقافة احترام حقوق الإنسان، بالإضافة إلى المساواة والتفاهم بين الثقافات في الدولة. قُدّمت نتائج اللجنة -على شكل تقرير مؤلف من 68 صفحة- إلى لجنة حقوق الإنسان التابعة للأمم المتحدة في جنيف في يوليو عام 2017، من قبل إميلي لوغان زعيم المفوضين. وفقا لوغان، وجدت اللجنة أنه ما تزال هناك ثغرات كبيرة فيما يخص حماية حقوق الإنسان، بما في ذلك الإتجار بالبشر وتشريع الإجهاض والعجز أو عدم الصلاحية والتمييز وحماية أسر اللاجئين ولم شملها وظروف الحجز.
تمثّل اللجنة هيئة حكومية. تضمن احترام جميع الهيئات العامة في أيرلندا حقوقَ الإنسان للمواطنين الإيرلنديين وحماية هذه الحقوق. تُلخص هذه المسؤوليات في المادة 42 من قانون حقوق الإنسان الإيرلندي، الذي ينص على إنشاء واجب إيجابي على هيئات القطاع العام من أجل: القضاء على التمييز وتعزيز تكافؤ الفرص والمعاملة وحماية حقوق الإنسان.

## الإساءة للأطفال في أيرلندا

### الإساءة للأطفال داخل الكنيسة الكاثوليكية
منذ أواخر الثمانينات القرن الماضي، بدأت مزاعم الاعتداء الجنسي على الأطفال داخل الكنيسة الكاثوليكية في أيرلندا بالظهور بشكل مستمر. في عام 2011، أسفرت الادعاءات عن تسليم الكنيسة ستة تقارير تنص على تورط 85 قسًا إيرلنديًا في الاعتداء الجنسي بين عاميّ 1975 و2011. أجرى المجلس الوطني للكنيسة الكاثوليكية التقارير من أجل حماية الأطفال. على الرغم من أن الادعاءات بلغت 85، وجد التقرير أن ستة فقط من قساوسة إيرلنديين المتهمين قد أدينوا بارتكاب انتهاكات جنسية في فترة ستة وثلاثين عامًا.

### قضية غريس
أبصرت قضية غريس النور في أيرلندا عام 2017 بصفتها مؤشّرًا كبير على المشاكل المستمرة فيما يخص الإساءة للأطفال في أيرلندا. وُلدت غريس مع إعاقات ذهنية، ووُضعت بين عامي 1989 و2009 في نظام تنشئة لتربية الغير (الأولاد) الإيرلندي. بقيت غريس مع نفس العائلة بالتبني لمدّة عشرين عامًا، وتعرّضت للإساءة الجسدية والإهمال الجسيم وربّما للاعتداء الجنسي. نتج عن إشهار الاعتداء على غريس نشر تقريرين وتأسيس لجنة تحريات. وفقًا لمقال نشرته الخدمات الإيرلندية الجديدة، لفتت قصة غريس -وتعرّضها للإساءة والإهمال- الانتباهَ إلى عدم وجود إطار مطبق من قبل الحكومة الإيرلندية لحماية الأطفال من تعرضهم للإساءة المؤسسية.

### قضية لويز أوكيف
حُقق في قضية لويز أوكيف نتيجة ادعاءات رفعتها امرأة تدعى لويز، تعرّضت للإساءة بعمر الثماني سنوات عام 1973، ومعها 21 شخصًا آخر. رُفعت الادعاءات ضد ليو هيكي الذي كان المدير السابق لمدرسة دنديرو الوطنية وهي مدرسة تعليم أساسي في أيرلندا. تحتّمت إساءة ليو هيكي لأولئك النساء في 400 حدث بينما كان ما يزال مديرًا للمدرسة في سبعينيات القرن العشرين. حكّمت المحكمة الأوروبية لحقوق الإنسان القضية، وثبُتت مسؤولية الدولة الإيرلندية وأن هذه القضية كانت مؤشّرًا على فشل الحكومة في اتخاذ إجراءات احتياطية تجاه الإساءة الجنسية في مدارسها. من ناحية أخرى، أنكرت الدولة الإيرلندية مسؤوليتها تجاه هذا الاعتداء. حُكم على ليو هيكي بالسجن لمدّة ثلاث سنوات على الرغم من بلوغ الادعاءات 400 دعوى؛ لأنه لم يُقرّ مذنبًا إلا في 21 تهمة منها فقط.

## الإتجار بالبشر في أيرلندا
في عام 2015، صرّحت وزارة الخارجية الأمريكية عن كون أيرلندا هي البلد المقصود للإتجار بالبشر، بما في ذلك الإتجار الجنسي والعمل الإجباري. في حين أن تقرير وزارة الخارجية ما يزال يُصنِّف أيرلندا دولةً من المرتبة الأولى، ما يعني أن جهود الدولة في القضاء على هذه المشكلة يندرج تحت معايير الولايات المتحدة الدنيا، فقد لوحظ أنه بينما حقق القانون الإيرلندي بشكل فعال في جرائم الإتجار بالبشر، لم يُدن المتجرون في أغلب الأحيان.

## حق الإجهاض في أيرلندا
التعديل الثامن
منعَ التعديل الثامن الذي أضيف إلى الدستور الإيرلندي عام 1983، النساءَ من الخضوع لعمليات الإجهاض، إلا في حال كانت حياتهن في خطر. كانت الغاية من التعديل، الاعتراف بحقوق الطفل غير المولود بعْد (وهي حقوق تعادل حقوق المرأة الحامل)، الأمر الذي يستلزم حتى في حالات سفاح القربى أو زنا المحارم أو الاغتصاب أو الاضطراب الجنيني المميت. انحصرت خيارات المرأة الإيرلندية في إكمال الحمل أو السفر إلى بلد آخر كالمملكة المتحدة لإجراء عملية الإجهاض.

### وفاة سافيتا هالابانافار
استمرّ النقاش الذي يدور حول التعديل الثامن منذ عام 1983، وأكّدت عليه قضية سافيتا هالابانافار. توفيت سافيتا نتيجة لإجهاض إنتاني عندما كانت في أسبوعها السابع عشر من الحمل في مستشفى جامعة غالواي. وبالرغم من تقديم طلب الإجهاض عند الاكتشاف أنه كان ضروريًا إلا أنه رُفض، ووفقًا للتقرير الرسمي المحقق في وفاتها، وجب تقييم السياق القانوني الذي مورس بموجبه حكمهم السريري المهني.
نتيجةً لعدوى الدم توفيت سافيتا في 28 أكتوبر من عام 2012، بعد أسبوع من إدخالها إلى المستشفى لتلقّي العلاج. أصبحت وفاتها مثالًا عن انتهاك التعديل الثامن لحق المرأة بالعيش، بشكل خاص مع أخذ حقيقة منع الإجهاض بعين الاعتبار.

## تغير المناخ في أيرلندا
وفقًا للمقرر الخاص بالأمم المتحدة، البروفيسور ديفيد بويد، فشلت أيرلندا باتخاذ إجراءات أكثر فعالية للسيطرة على تغير المناخ. أشار بويد إلى هذه الإخفاقات على أنها خرق لالتزام أيرلندا بحقوق الإنسان، وذكر أن البلاد يجب أن تتخّذ إجراءات إضافية عاجلة؛ لأن تغير المناخ يمسّ حق المواطنين الإيرلنديين بالحياة، وهو حق يجب على الحكومة الإيرلندية احترامه وحمايته وتحقيقه. وصّى بويد بتطبيق الحكومة الإيرلندية لإجراءات أكثر فعالية لإنقاص انبعاث الغازات الدفيئة، وإلا سوف تتوسع هذه الانتهاكات من ناحية النطاق الجغرافي وشدة الضرر وعدد الأشخاص المتضررين.